# Kalat (ciutat)
Kalat o Qalat també Kelat i Khelat (urdú: قلات) és una ciutat del Pakistan capital del districte de Kalat, província del Balutxistan. Localment se l'anomena Qalat-i Baluch i ocasionalment Qalat-i Sewa (Fort de Sewa, del nom del fundador llegendari brahui Mir Sewa), per distingir-la de Qalat-i Ghilzai a l'Afganistan. Antigament fou anomenada Qilat o Kilat. Està situada a la muntanya de Shah-i-Mardan a l'oest de la vall de Kalat, al centre del Balutxistan al sud-sud-oest de la capital provincial Quetta. A les fonts se l'esmenta sovint com Kalat-i Baluč per distingir-la de la Kalat-i Ghilzai a l'Afganistan. Antigament es deia Kalat-i Sewa (d'un llegendari rei hindú) o Kalat-i Ničari (per la tribu local dels ničaris, del grup brahui)

## Història
Seria la mateixa ciutat que el pelegrí budista Hiuen-tsang esmenta al segle VII com Ki-kiang-na. Les ciutats de Kikan i Bukan van ser atacades pel general àrab Sinan ibn al-Djarud al-Abdi en temps de Muàwiya I i com que el nom Kalat no apareix als itineraris dels geògrafs medievals musulmans, es suposa que segurament ocupà el lloc de la ciutat de Kikan (o Kizkanan) identificada amb l'anterior Ki-kiang-na. El segle X la població de Kizkanan era capital d'un sobirà local de la regió de Turan anomenat Mutazz ibn Ahmad, que feia llegir el nom del califa abbàssida a la khutba a diferència de la veïna Sind on es reconeixia als fatimites. Poc després la capital regional va passar a Khuzdar (aleshores Kusdar) a 130 km al sud de Kizkanan. Al principi del segle hi va anar a caçar lleons Mahmud de Gazni. Després no s'esmenta fins al segle xv quan estava en mans dels brahuis mirwaris i en concret de la tribu dels kambaranis, dels que descendeixen els kans ahmadzay de Kalat. Aquest nom el devia agafar vers el segle xvi. Als primers anys del segle xviii van reconèixer la sobirania de Nadir Shah i després del 1747 d'Ahmad Shah Durrani. El kan més important, Nasir Khan ibn Abd Allah va intentar fer-se independent dels afganesos i encara que fou derrotat en batalla, Ahmad Shah no li va poder conquerir Kalat després de tres assalts de les seves forces (un d'ells dirigit pel mateix Ahmad Shah) el 1758;. Nasir Khan va fer construir la ciutadella, el Miri (palau del Khan). El 810 fou descrita per Pottinger que parla de les seves muralles defensives. Quan la va visitar C. Mason es calcula que tenia tres o quatre mil habitants (1830-1840).
El 1834 l'emir afganès Shah Shudja al-Mulk, després de fracassar en l'intent de reprendre Kandahar a Kuhandil Khan (governador per compte del seu germà Dost Muhammad), es va refugiar a Kalat amb el kan Mihrab Khan ibn Mahmud ibn Nasir. La primera Guerra Afganesa o anglo-afganesa (1839-1842) va suposar un conflicte enthe Mihrab Khan i els britànics que el 1838 havien avançat cap a Kandahar a través del pas de Bolan per instal·lar a Shah Shudja. El general britànic Wiltshire va ocupar Kalat (1839) i en la lluita va morir el kan. Els britànics van adquirir els districtes de Kachchi, Shal i Mustang a la part oriental del kanat, que aquest va haver de cedir al perdre la guerra i que els britànics van cedir a Shah Shudja, temporalment al tron a Kabul. Un agent britànic es va instal·lar a Kalat.
El 1840 l'agent britànic fou mort per un grup d'homes brahui i el general Nott va ocupar el kanat altre cop (1841); però ara els territoris abans segregats li foren retornats. El 1843 els britànics van annexionar Sind, a la frontera oriental i el 1849 Panjab a la frontera nord-oriental. El kanat va viure conflictes interns fins a la intervenció britànica el 1876 i el capità Robert Sandeman (després Sir Robert Sandeman) va negociar l'establiment del protectorat amb un agent polític a Quetta; els districtes (tahsils) de Quetta, Nushki i Nasirabad foren cedits a Gran Bretanya a perpetuïtat per formar el Balutxistan Britànic; el dret de pas al Bolan va passar també als britànics a canvi d'un subsidi. Els britànics van intervenir el 1893 a Kalat i van deposar el tirànic kan Mir Khudadad ibn Mihrab.
Sota protectorat britànic Kalat fou capital del kanat de Kalat i de la divisió de Sarawan. El 1901 la població era d'unes 2.000 persones de les quals 491 eren les tropes del kan. La ciutat vella tenia tres entrades o portes en la seva muralla reforçada de bastions: al nord Mastungi, al sud Gilkand, i a l'est Dildar. Els suburbis van sorgir fora d'aquestos murs. La ciutadella era una imposant estructura on residia el kan
La ciutat va ser damnada seriosament al terratrèmol de 1935. El 1940 el conflicte amb el kan de Kharan va acabar amb el reconeixement de Kharan com estat separat, sota el controlde l'agent polític britànic. El 1948 el kan es va integrar a Pakistan i el seu estat va esdevenir membre de la Unió d'Estats del Balutxistan. El 1955 va esdevenir la capital del districte de Kalat dins la província de Pakistan Occidental. El 1961 el districte era el més gran del Pakistan amb 80.111 km²; tenia 341.420 habitants.
La població de la ciutat és musulmana i segons el cens del 1998 era de 22.559 habitants 